# Eosinofiele fasciitis
Eosinofiele fasciitis (EF), ziekte van Shulman of Shulmansyndroom is een zeldzame fasciitis, waarbij huidafwijkingen voorkomen die gelijken op die van systeemsclerose. De ziekte gaat gepaard met pijnlijke zwellingen van de huid van de ledematen met geleidelijke verdikking en verharding. Bij bloedonderzoek is er meestal eosinofilie.
De ziekte werd voor het eerst beschreven in 1974 door L.E. Shulman.